# Campeonato Mundial de Ciclismo en Ruta Junior de 2018
El Campeonato Mundial de Ciclismo en Ruta Junior se realiza en Innsbruck (Austria) entre el 24 y el 27 de septiembre de 2018, dentro del Campeonato Mundial de Ciclismo en Ruta de 2018, bajo la organización de la Unión Ciclista Internacional (UCI) y la Unión Ciclista de Austria.
El campeonato consta de carreras en las especialidades de contrarreloj y de ruta. En total se otorgarán cuatro títulos de campeón mundial junior.

## Programa
El programa de competiciones es el siguiente:
| Día                     | Evento                        | Trayecto                                                            | Distancia (km)   | Ganador                                |
| ----------------------- | ----------------------------- | ------------------------------------------------------------------- | ---------------- | -------------------------------------- |
| Contrarreloj individual |                               |                                                                     |                  |                                        |
| 24 de septiembre        | Contrarreloj femenina junior  | Wattens-Innsbruck                                                   | 20 de septiembre | Rozemarijn Ammerlaan · ( Países Bajos) |
| 25 de septiembre        | Contrarreloj masculina junior | Wattens-Innsbruck                                                   | 27,8             |                                        |
| Ruta individual         |                               |                                                                     |                  |                                        |
| 27 de septiembre        | Ruta femenina junior          | Rattenberg-Innsbruck (47,9 km + 1 vuelta circuito olímpico 23,8 km) | 71,7             |                                        |
| 27 de septiembre        | Ruta masculina junior         | Kufstein-Innsbruck (84,8 km + 2 vueltas circuito olímpico 23,8 km)  | 132,4            |                                        |